# Arrondissement de Pambal
Das Arrondissement de Pambal ist eines von den vier Arrondissements, in die das Département Tivaouane als Teil der Region Thiès gegliedert ist. Das Arrondissement umfasst vier Gemeinden (Communes). Die Unterpräfektur als Sitz des Arrondissements liegt in der Gemeinde Pambal.

## Geografie
Das Arrondissement liegt im zentralen Westen Senegals. Es umfasst den Süden des Départements vom Küstengebiet entlang der Grande-Côte mit dem Gürtel der Küstendünen und den dahinter liegenden fruchtbaren Feuchtgebieten der Niayes bis zum Umland der Stadt Tivaouane und hat eine Fläche von 641,24 km².

## Bevölkerung
Die Daten des Arrondissements und seiner Gemeinden (Communes) sind der Fläche und den letzten Volkszählungen nach wie folgt zusammengestellt:
| Commune           | Fläche km² | Einwohner 2013 | Einwohner 2023 |
| ----------------- | ---------- | -------------- | -------------- |
| Notto Gouye Diama | 135,400    | 21.815         | 34.036         |
| Mont Rolland      | 160,400    | 14.122         | 17.439         |
| Pire Goureye      | 172,300    | 23.377         | 32.685         |
| Chérif Lô         | 140,700    | 17.813         | 28.759         |
| Pambal (2010)     | 32,440     | 8.335          | 10.853         |
| Arrondissement    | 641,240    | 85.462         | 123.772        |